# Jackson Scholz
Jackson Volney Scholz (Buchanan, 15 maart 1897 - Delray Beach, 26 oktober 1986) was een Amerikaans atleet, die gespecialiseerd was op de sprint. Hij nam driemaal deel aan de Olympische Spelen en won hierbij twee gouden en één zilveren medaille.

## Biografie
Zijn eerste grote succes boekte Scholz met de Amerikaanse estafetteploeg op de 4 x 100 m estafette bij de Olympische Spelen van Antwerpen. Met zijn teamgenoten Charles Paddock, Loren Murchison en Morris Kirksey won hij de finale met een verbetering van het wereldrecord tot 42,2 seconden. Individueel behaalde hij een vierde plek op de 100 m met een tijd van 11,0 seconden. Later dat jaar, in Stockholm, evenaarde hij het wereldrecord op de 100 m van Don Lippincott met een tijd van 10,6 seconden.
Op de Olympische Spelen van 1924 in Parijs was hij opnieuw succesvol en behaalde hij een gouden medaille op de 200 m. Op de 100 m moest hij echter de Brit Harold Abrahams voor laten gaan. Deze nederlaag werd verfilmd in de film Chariots of Fire, waarmee Scholz grote bekendheid geniet.
Vier jaar later op de Olympische Spelen van 1928 in Amsterdam deed Scholz voor de derde maal mee aan de Olympische Spelen. Hij kon hierbij zijn titel op de 200 m niet verdedigen en moest hierbij genoegen nemen met een vierde plaats. Eigenlijk was hij met de Duitser Helmut Körnig als gedeelde derde gefinisht. De jurileden besloten een dag later een run-off te houden. Omdat hij al feest had gevierd en de volgende dag totaal uit vorm was sloeg hij dit aanbod af en werd zodoende op een vierde plaats gezet.
Hij studeerde aan de Missouri en liep tien wedstrijden tegen zijn landgenoot Charlie Paddock waarvan hij er zeven won en één gelijk eindigde.

## Titels
- Olympisch kampioen 200 m - 1924
- Olympisch kampioen 4 x 100 m estafette - 1920
- Amerikaans kampioen 220 yd - 1925

## Wereldrecords
- 100 m - 10,6 s (Stockholm, 16 september 1920)
- 4 x 100 m estafette - (Antwerpen, 22 augustus 1920)

## Persoonlijke records
- 100 m - 10,5 s (1924)
- 220 yd - 21,2 s (1926)

## Palmares

### 100 meter
- 1920: 4e OS - 11,0 s
- 1924:  OS - 10,7 s

### 200 meter
- 1924:  OS - 21,6 s (OR)
- 1928: 4e OS - 21,9 s

### 4 x 100 m estafette
- 1920:  OS - 42,2 s (WR)